# George Arliss
George Arliss, született Augustus George Andrews (London, 1868. április 10. –‎ London, 1946. február 5.) Oscar-díjas angol színész.
Legnagyobb szakmai sikereit az Amerikai Egyesült Államokban érte el. Az első brit színész, aki elnyerte az Oscar-díjat. A filmiparban végzett tevékenységéért csillagot kapott Hollywood Walk of Fame-en.

## Pályafutása
Tanulmányait a Harrow Schoolban végezte, majd az édesapja kiadóvállalatánál kezdett el dolgozni, de 18 évesen otthagyta a színház kedvéért. 1900-ban már a West Enden játszott és a New York-i Broadwayen is megfordult mellékszerepekben. 1901-ben Mrs Patrick Campbell színtársulatával az Egyesült Államokba ment turnézni. Egészen húsz éven keresztül látható volt az amerikai színházakban. Elismertséget az 1908-as Az ördöggel szerzett, amely Molnár Ferenc azonos című szatirikus hangvételű drámáján alapszik. 1911-ben a producer George Tyler megbízta Louis Napoleon Parkert, hogy írjon egy szerepet kimondottan Arlissra szabva. Ekkor kezdte el játszani öt éven keresztül a színpadon a híres XIX. századi zsidó származású brit miniszterelnököt, Benjamin Disraelit.
Filmes karrierje 1921-ben indult el a The Devillel, amely a sikeresen színházi darab feldolgozása volt. Ezt követte a Disraeli, majd négy másik némafilm. 1929-ben elkészítették a Disraeli hangos változatát, amelyért Arliss elnyerte az Oscar-díjat legjobb férfi főszereplő kategóriában.
Arliss tíz hangos filmet csinált a Warner Brothersnek, kivételesnek mondható szerződésének köszönhetően sok mindenben szabad kezet kapott. Kiváltképpen a színészek kiválasztásában vette ki a részét, és a forgatókönyvek újraírásánál, javításánál működött közre. Arliss nyomására kapta Bette Davis az első főszerepét The Man Who Played Godban (1932). Davis az élete végéig hálás maradt Arlissnak, hogy bízott benne, és esélyt adott neki megmutatni tehetségét. A duó az 1933-as The Working Manben is együtt szerepelt.
Arliss a Warner Brothers szárnyai alatt létrehozott egy produkciós csapatot, akik a kamera előtt és mögött is tevékenykedtek. Az egykori színházi menedzsere, Maude Howell producer asszisztens lett, ezzel egyike lett Hollywood kevés női filmes producereinek. Az első három filmje után Arliss egy addig nem túl ismert rendezőt, John Adolfit vette maga mellé dolgozni. Adolfi hamar sikeres és elismert rendező lett az anyagilag sikeres és kritikailag is jól fogadott Arliss filmekkel. Arliss olyan addig még ismeretlennek számító színészeket fedezett fel, mint James Cagney, Randolph Scott vagy Dick Powell. Annak ellenére, hogy a filmek elkészítésénél jelentősen kivette a részét, a stáblistán csak színészként tüntették fel.
Jó viszonyt ápolt a Warner produkciós főnökével, Darryl F. Zanuckkal. Amikor Zanuck 1933 áprilisában felmondott, maga is otthagyta a stúdiót. Zanuck gyorsan le is szerződtette a frissen alapított 20th Century Foxhoz. A Warner panaszkodott is az Akadémiának, hogy Zanuck „ellopta” a sztárjukat. Arliss az új stúdiója irányítása alatt olyan történelmi alakokat formált meg, mint Voltaire, Mayer Rothschild, Arthur Wellesley vagy Richelieu bíboros.
Gyakran játszott együtt feleségével Florenceszel (1871-1950), akihez 1899. szeptember 16-án ment hozzá, és haláláig együtt maradt vele. Gyerekük nem született, annak ellenére sem, hogy néhány tanulmány tévesen Leslie Arlissra – termékeny producer és rendező volt a Gainsborough Picturesnél -, mint George és Florence fiára hivatkozik. Florence (vagy Flo, ahogy George nevezte) a színpadon és a filmekben is játszott a férjével, majdnem minden esetben a feleségét alakította.
Arliss már közel volt a hetvenhez, amikor befejezte a brit gyártású Doctor Synt 1937-ben. Egy évvel később Cecil B. DeMille vette rá az Arliss házaspárt, hogy a Disraeliben alakított szerepeiket adják elő újra a népszerű rádiós showjában, a Lux Rádiószínházban. Az eseményt úgy harangozták be, mint egy új fejezetet a rádiózás történetében. Georege és Flo később szerepelt még a The Man Who Played God és a Cardinal Richelieu rádiós adaptációjában is, amely az utolsó színészi fellépésük is volt egyben. 1939. áprilisban tértek vissza Londonba. A második világháború kitörése megakadályozta, hogy visszatérjenek Amerikába. 1941 szeptemberében a brit kormány azzal vádolta, hogy elmulasztott bejelentést tenni az amerikai és kanadai bankszámlájáról. (Hasonlóval vádolták a színész-drámaíró Noel Cowardot is néhány héttel később). Mindketten azt állították, hogy nem voltak tisztában az új törvénnyel, de a pénzbüntetés mellett a nyilvánosság előtt is csorba esett jó hírükön.
Daryll F. Zanuck próbálta visszahívni Hollywoodba, de a háború ideje alatt Arliss a szülővárosában maradt. Londonban átélte a Luftwaffe bombázását is. 1946. február 5-én hunyt el légúti betegségben. Sírja a Londoni Mindenszentek Temetőben található.

## Fontosabb filmjei
- 1921 : The Devil – Dr. Müller
- 1921 : Disraeli – Benjamin Disraeli
- 1923 : The Green Goddess – Rukh rajája
- 1929 : Disraeli – Benjamin Disraeli
- 1930 : The Green Goddess (The Green Goddess) – Rukh rajája
- 1931 : Alexander Hamilton – Alexander Hamilton
- 1931 : The Millionaire – James Alden
- 1932 : The Man Who Played God  – Montgomery Royale
- 1933 : Voltaire – Voltaire
- 1934 : The House of Rothschild  – Mayer Rothschild / Nathan Rotthschild
- 1935 : Cardinal Richelieu – Richelieu bíboros
- 1936 : Doctor Syn – Dr. Syn

## Fordítás
- Ez a szócikk részben vagy egészben  a   George_Arliss című angol Wikipédia-szócikk fordításán alapul.  Az eredeti cikk szerkesztőit annak laptörténete sorolja fel. Ez a jelzés csupán a megfogalmazás eredetét és a szerzői jogokat jelzi, nem szolgál a cikkben szereplő információk forrásmegjelöléseként.